# 甲斐昭人
甲斐 昭人（かい あきひと、1987年4月29日 - ）は、宮崎県小林市出身のハンドボール選手。ポジションはゴールキーパー。日本ハンドボールリーグのジークスター東京所属。

## 来歴
宮崎県立小林工業高等学校（現・宮崎県立小林秀峰高等学校）、日本体育大学卒。日体大在学中に強化指定選手に選出された。
2010年2月に日本ハンドボールリーグのトヨタ車体へ加入。同年から代表候補合宿に参加し、2011年4月の日韓定期戦で日本代表に選出。同年10月から行われたロンドン五輪予選の日本代表にも選出された。
2012-13年シーズンはシュート阻止率.439（155/353）を記録し、シュート阻止率賞を初受賞。
2013-14年シーズンは初のベストセブン賞を受賞。シュート阻止率は.430を記録し、2年連続でシュート阻止率賞を受賞した。
2014-15年シーズンも2年連続のベストセブン賞、3年連続のシュート阻止率賞（.412）を受賞。
2015-16年シーズンも4年連続となるシュート阻止率賞（.444）を受賞。
2017-18年シーズンは2年ぶりにシュート阻止率賞（.394）を受賞し、3度目となるベストセブン賞に選ばれた。
2018年の第8回社会人選手権ではベストセブンに選ばれた。2018-19年シーズンは2年連続・6度目となるシュート阻止率賞のタイトルを獲得し、2年連続・4度目のベストセブン賞を受賞。

## 詳細情報

### 年度別成績
| 年        | チーム     | 試合 | FS 阻止 | 率   | 7m 阻止 | 率    |
| --------- | ---------- | ---- | ------- | ---- | ------- | ----- |
| 2009-10   | トヨタ車体 | 0    | -       | -    | -       | -     |
| 2010-11   | トヨタ車体 | 13   | -       | -    | 6/14    | .429  |
| 2011-12   | トヨタ車体 | 14   | -       | -    | 1/8     | .125  |
| 2012-13   | トヨタ車体 | 16   | 155/353 | .439 | 1/7     | .143  |
| 2013-14   | トヨタ車体 | 14   | 189/440 | .430 | 0/0     | -     |
| 2014-15   | トヨタ車体 | 15   | 186/452 | .412 | 1/2     | .500  |
| 2015-16   | トヨタ車体 | 12   | 160/360 | .444 | 1/2     | .500  |
| 2016-17   | トヨタ車体 | 16   | 184/492 | .374 | 0/0     | -     |
| 2017-18   | トヨタ車体 | 19   | 233/592 | .394 | 1/1     | 1.000 |
| 2018-19   | トヨタ車体 | 21   | 208/559 | .372 | 2/5     | .400  |
| JHL：10年 | JHL：10年  | 140  | -       | -    | 13/39   | .333  |

- 各年度の太字はリーグ最高
- 2009-10年・2010-11年・2011-12年シーズンはシュート阻止数の公式記録がないため省略

### タイトル・表彰

#### 日本ハンドボールリーグ
- ベストセブン賞：4回 (2013年・2014年・2017年・2018年)
- シュート阻止率賞：6回 (2012年・2013年・2014年・2015年・2017年・2018年)
- 7mスロー阻止率賞：1回 (2010年)

#### 社会人選手権
- MVP：2回 (2014年・2016年)
- ベストセブン：1回 (2018年)

### 記録

#### 日本ハンドボールリーグ
- 通算フィールドシュート阻止1200本：2018年11月10日、対大崎電気戦（ANA ARENA 浦添）[10]

### 背番号
- 21 (2010年 - )

## 代表歴

### 日本代表
- オリンピック予選 (ロンドン五輪アジア予選/世界最終予選・リオデジャネイロ五輪アジア予選)
- 世界選手権 (2011年・2017年・2019年)
- アジア選手権 (2012年・2014年・2016年・2018年)
- アジア競技大会 (2018年)
- ジャパンカップ (2018年・2019年)
- ヒロシマ国際大会 (2014年・2016年)
- 日韓定期戦 (2011年・2013年・2014年・2016年・2018年・2019年)
- インターナショナルマッチ (2018年)

#### 大会別成績
| 年     | 大会                      | 対戦国                  | FS 阻止 | 率   | 7m 阻止 | 率   |
| ------ | ------------------------- | ----------------------- | ------- | ---- | ------- | ---- |
| 2012年 | ロンドン五輪 世界最終予選 | クロアチア戦            | 4/12    | .333 | 0/0     | -    |
| 2012年 | ロンドン五輪 世界最終予選 | アイスランド戦          | 0/1     | .000 | 1/4     | .250 |
| 2012年 | ロンドン五輪 世界最終予選 | チリ戦                  | 15/38   | .395 | 0/1     | .000 |
| 2017年 | 世界選手権                | ロシア戦 (予選)         | -       | -    | -       | -    |
| 2017年 | 世界選手権                | フランス戦 (予選)       | -       | -    | -       | -    |
| 2017年 | 世界選手権                | ブラジル戦 (予選)       | -       | -    | -       | -    |
| 2017年 | 世界選手権                | ポーランド戦 (予選)     | -       | -    | -       | -    |
| 2017年 | 世界選手権                | ノルウェー戦 (予選)     | 3/13    | .231 | 0/1     | .000 |
| 2017年 | 世界選手権                | アンゴラ戦 (順位決定戦) | 1/5     | .200 | 0/1     | .000 |
| 2017年 | 世界選手権                | チリ戦 (21-22位戦)      | 1/5     | .200 | 0/1     | .000 |
| 2019年 | 世界選手権                | 北マケドニア戦 (予選)   | 1/8     | .125 | 0/2     | .000 |
| 2019年 | 世界選手権                | クロアチア戦 (予選)     | 4/20    | .200 | 2/3     | .667 |
| 2019年 | 世界選手権                | スペイン戦 (予選)       | 15/37   | .405 | 0/1     | .000 |
| 2019年 | 世界選手権                | アイスランド戦 (予選)   | 5/16    | .313 | 0/1     | .000 |
| 2019年 | 世界選手権                | バーレーン戦 (予選)     | 2/10    | .200 | 0/2     | .000 |
| 2019年 | 世界選手権                | 朝鮮戦 (21-24位戦)      | 4/18    | .222 | 0/3     | .000 |
| 2019年 | 世界選手権                | アンゴラ戦 (21-24位戦)  | 4/23    | .174 | 0/1     | .000 |

### 日本代表U-24
- 世界学生選手権 (2006年・2008年・2010年)

### 日本代表U-21
- ジュニアアジア選手権 (2006年)

### 日本代表U-19
- アジアユース選手権 (2005年)